# Yusuf al-Mustansir
Yusuf al-Mustansir, ook wel Yusuf II (Arabisch: يوسف بن الناصر) (1197 – 6 januari, 1224) genoemd, was de vijfde kalief van de Almohaden-dynastie in Marokko. Hij regeerde van 1213 tot 1224.
Yusuf II had drie viziers in het eerste jaar van zijn regering:
- Abu Said ibn Jami (1214-1214) (ook vizier onder Mohammed an-Nasir)
- Abu Yahya al-Hizrajiy (1214-1214) (أبو يحيى الهزرجي)
- Abu Ali ibn Achrafiy (1214-1214) (أبو علي بن أشرفي)
- Abu Said ibn Jami (wederom) (1214-1223)